# Miguel Asprilla
Miguel Antonio Asprilla Mosquera (La Paila, 21 settembre 1969) è un ex calciatore colombiano, di ruolo attaccante.

## Carriera

### Nazionale
Conta 8 presenze con la Colombia, con cui ha realizzato un gol nel successo per 2-0 contro la Bolivia del 20 febbraio 1994.

## Statistiche

### Cronologia presenze e reti in nazionale
| Cronologia completa delle presenze e delle reti in nazionale ― Colombia | Cronologia completa delle presenze e delle reti in nazionale ― Colombia | Cronologia completa delle presenze e delle reti in nazionale ― Colombia | Cronologia completa delle presenze e delle reti in nazionale ― Colombia | Cronologia completa delle presenze e delle reti in nazionale ― Colombia | Cronologia completa delle presenze e delle reti in nazionale ― Colombia | Cronologia completa delle presenze e delle reti in nazionale ― Colombia | Cronologia completa delle presenze e delle reti in nazionale ― Colombia |
| Data                                                                    | Città                                                                   | In casa                                                                 | Risultato                                                               | Ospiti                                                                  | Competizione                                                            | Reti                                                                    | Note                                                                    |
| ----------------------------------------------------------------------- | ----------------------------------------------------------------------- | ----------------------------------------------------------------------- | ----------------------------------------------------------------------- | ----------------------------------------------------------------------- | ----------------------------------------------------------------------- | ----------------------------------------------------------------------- | ----------------------------------------------------------------------- |
| 28-1-1994                                                               | Barinas                                                                 | Venezuela                                                               | 1 – 2                                                                   | Colombia                                                                | Amichevole                                                              | -                                                                       | Ingresso                                                                |
| 6-2-1994                                                                | Jedda                                                                   | Arabia Saudita                                                          | 1 – 1                                                                   | Colombia                                                                | Amichevole                                                              | -                                                                       | 77’                                                                     |
| 20-2-1994                                                               | Miami                                                                   | Colombia                                                                | 2 – 0                                                                   | Bolivia                                                                 | Joe Robbie Cup                                                          | 1                                                                       |                                                                         |
| 26-2-1994                                                               | Los Angeles                                                             | Colombia                                                                | 2 – 2                                                                   | Corea del Sud                                                           | Amichevole                                                              | -                                                                       | 46’                                                                     |
| 2-3-1994                                                                | Città del Messico                                                       | Messico                                                                 | 0 – 0                                                                   | Colombia                                                                | Amichevole                                                              | -                                                                       | 46’                                                                     |
| 17-4-1994                                                               | Armenia                                                                 | Colombia                                                                | 1 – 0                                                                   | Nigeria                                                                 | Amichevole                                                              | -                                                                       | Ingresso                                                                |
| 3-5-1994                                                                | Miami                                                                   | Colombia                                                                | 1 – 0                                                                   | Perù                                                                    | Miami Cup 1994 - Semifinale                                             | -                                                                       | 46’                                                                     |
| 5-5-1994                                                                | Miami                                                                   | Colombia                                                                | 3 – 0                                                                   | El Salvador                                                             | Miami Cup - Finale                                                      | -                                                                       |                                                                         |
| Totale                                                                  |                                                                         | Presenze                                                                | 8                                                                       |                                                                         | Reti                                                                    | 1                                                                       |                                                                         |